# La Chute des anges rebelles (Floris)
Pour les articles homonymes, voir La Chute des anges rebelles (homonymie).
La Chute des anges rebelles est une huile sur panneau du peintre flamand Frans Floris conservée au Musée Royal des Beaux-Arts d'Anvers.

## Sujet
Le sujet de cette œuvre d'art est une scène biblique tirée de l'Apocalypse de Jean le Théologien (12:7 - 12:10-12), souvent représentée et très populaire. Il symbolise le combat du Bien contre le Mal.
Lucifer, conçu pour être un ange parfait, tombe du ciel à cause de son orgueil et de sa rébellion contre le plan divin de Dieu, qui est de nommer Jésus comme sauveur du peuple. Lucifer contraint un tiers des anges à suivre son exemple dans la rébellion et à l'aider à le nommer pour être le nouveau Dieu. Le péché d'orgueil a causé la chute de Lucifer et de ses compagnons et a abouti à la Guerre dans les cieux. L'archange Michel est chargé de chasser Lucifer et les anges déchus du ciel.
Après Floris, Bruegel a repris le sujet en 1562 pour sa propre Chute des anges rebelles. Ensuite, Rubens a peint sa Chute des damnés en 1620 et Luca Giordano en a fait sa propre version (en) en 1666.

## Contexte
Frans Floris est l'un des nombreux artistes nordiques du XVIe siècle qui ont voyagé en Italie. Pendant son séjour à Rome, il a été influencé par le travail des artistes italiens de la Renaissance comme Michel-Ange et Raphaël.
Il est le symbole du romanisme anversois, et devient même le premier artiste des Pays-Bas méridionaux à organiser son atelier sur le modèle italien. À ce titre, il servira d'exemple à Pierre Paul Rubens.
Le sujet s'inscrit dans l'actualité des conflits religieux entre catholiques et protestants au xvie siècle. En outre, il fournit aux historiens de l'art des connaissances sur le fonctionnement des corporations médiévales.

## Description
Dans La Chute des anges rebelles, Floris a peint un enchevêtrement de bras, de jambes, d'ailes et de queues. Une armée d'anges peut être vue au sommet. Sous la direction de l'archange Michel, ils chassent du ciel un dragon à sept têtes et ses démons. 
Les anges déchus sont dépeints comme des monstres mi-humains, mi-animaux, comme dans La Chute des anges rebelles de Bruegel. À Floris, leurs caractéristiques comprennent des serres incurvées, des organes génitaux comme une tête d'aigle, des mains griffues, une tête de sanglier et une tête de chèvre souriante.

Détails
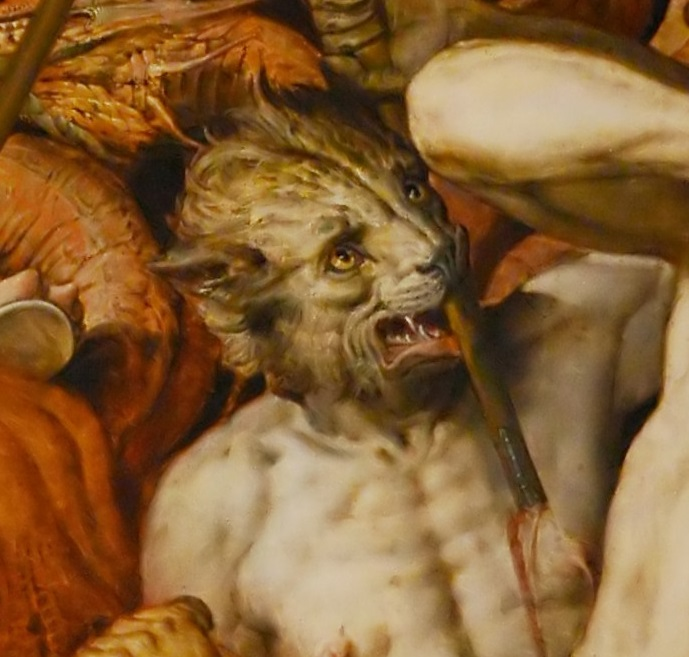
Démon félin.
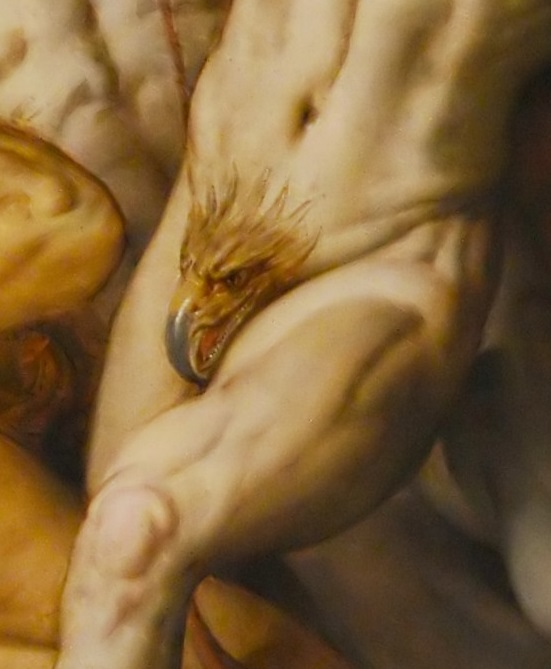
Organes génitaux en forme d'aigle.
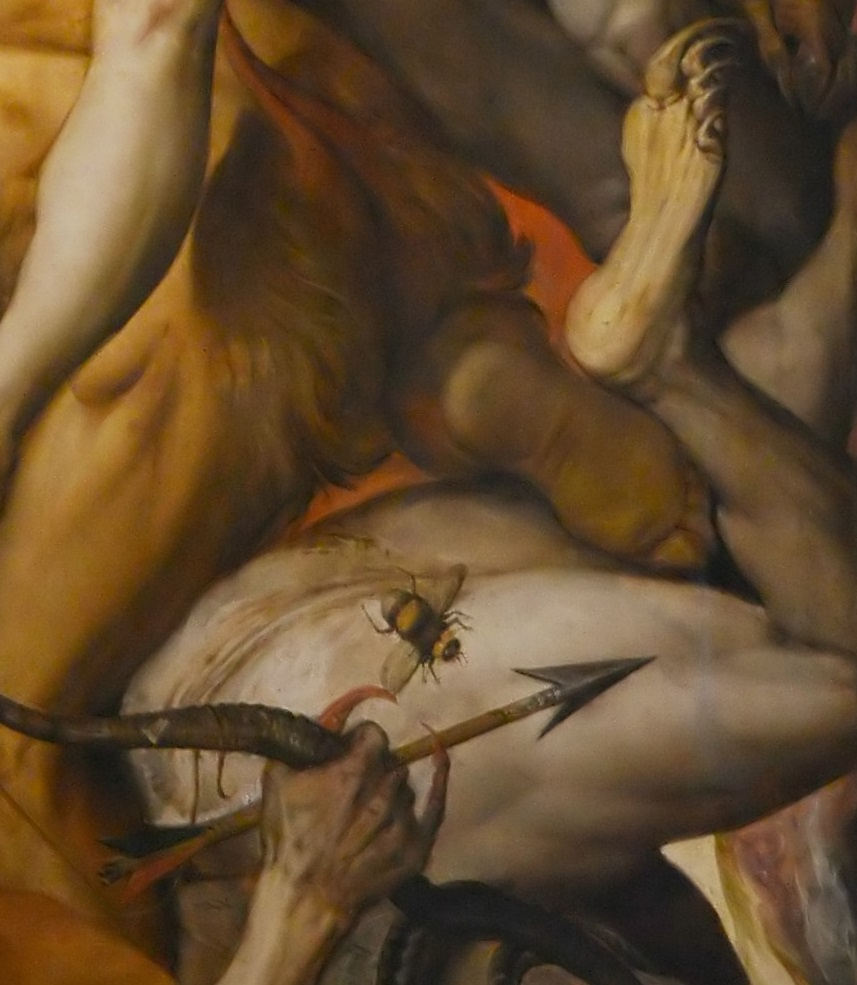
Abeille.

L'archange Michel habillé est clairement visible dans la partie supérieure de la scène. En tant que saint patron des escrimeurs, son rôle dans la peinture est clair. Entre autres choses, il était Gardien du Paradis et Combattant du Diable. Dans ces fonctions, il était un exemple pour les membres des escrimeurs anversois. Ils se considéraient comme Milites Christiani combattant le mal au nom de Jésus. Cela justifiait leurs actions en tant qu'application de la loi ou police médiévale au sein de la ville. Les anges combattent avec les armes des escrimeurs. Ce sont l'épée, l'épée et la lance. Les anges rebelles utilisent des arcs et des flèches, des haches, des torches, des couteaux et des pioches ; un méli-mélo d'outils de combat peu orthodoxes.
Le tableau montre les connaissances de Floris en anatomie. Floris a incorporé quelques suppléments subtils parmi les corps qui se tordaient, comme la Femme de l'Apocalypse du Livre de l'Apocalypse. Elle est située dans le petit espace à gauche, près de la torche enflammée agrippée par l'un des anges déchus. Elle se tient sur un croissant de lune, habillée du soleil et couronnée de douze étoiles. Le dragon veut dévorer son enfant, mais les anges l'emmènent déjà au ciel. Un aigle lui donne deux ailes pour qu'elle puisse s'enfuir dans le désert.
En bas à droite, il y a une abeille. Les historiens de l'art ne s'accordent pas encore sur le sens à lui donner. Une possibilité est qu'elle symbolise le répréhensible, le diabolique. Les piqûres d'insectes provoquaient une frénésie. Une autre explication est qu'elle représente la piété et l'unité de communion. Puisque l'abeille est située sur la fesse d'un des démons, c'est probablement un signe diabolique.
Dans ses démons grisonnants, Floris a créé des contrastes avec les anges représentés de manière classique. Il a basé son dragon sur L'Apocalypse de Dürer. L'homme avec une épée sur son épaule, probablement le doyen de la guilde, était probablement une étude préliminaire pour un panneau latéral perdu.

## Provenance
Floris a peint La Chute des anges rebelles en 1554 pour la guilde des escrimeurs d'Anvers, l'une des milices de la ville, chargée de la sécurité publique. Le retable était accroché dans la cathédrale Notre-Dame d'Anvers, au-dessus de l'autel de la guilde. Comme toutes les autres guildes ou corporations, les escrimeurs avaient un saint patron, dans ce cas, l'archange Michel, qui dirige les anges de Dieu contre les rebelles dans le tableau.
Lors de la Fureur iconoclaste de 1566, les panneaux latéraux du triptyque ont été perdus. Seule la partie médiane du retable de la guilde des escrimeurs d'Anvers, située dans la cathédrale Notre-Dame, a été épargnée. Elle y est restée jusqu'en 1794, date à laquelle la France l'a confisquée pour le Musée central de Paris. Après restitution en 1815, il finit dans le Musée royal des Beaux-Arts d'Anvers.

## Influence
Le monde de l'art considère ce tableau, commandé pour la guilde des escrimeurs d'Anvers, comme l'œuvre principale de Frans Floris. Il a fait sien l'art de la Renaissance italienne : l'influence de Raphaël et de Michel-Ange (en particulier les corps qui se tordent dans son Jugement dernier dans la Chapelle Sixtine) y est clairement visible.
La femme et le dragon, en revanche, présentent des similitudes avec le langage visuel de l'artiste allemand Albrecht Dürer.